# Логістика

Символ логістичної справи

Логíстика (англ. logistics, від грец. λογιστική — облік) може розглядатися як:
1. наука про оптимальне управління матеріальними, інформаційними та фінансовими потоками в економічних адаптивних системах із синергічними зв'язками;
2. галузь або функція в корпорації, завданням якої є забезпечення переміщення та зберігання продукції та сировини для забезпечення виробництва та продажу.

У найширшому сенсі логістикою називають будь-які процеси пов'язані з транспортуванням, зберіганням та обробкою будь-яких предметів.
Термін «логістика» був вперше застосований у військових операціях і стосувався насамперед процесів забезпечення армійських підрозділів. Останніми роками, однак, термін набув широкого вжитку в бізнесі й тепер асоціюється саме з корпоративною лексикою.
Сучасне уявлення про логістику сильно відрізняється від оригінального. Якщо раніше термін описував фізичний рух сировини і товарів, то тепер він включає планування, закупки, транспортування та зберігання. Подальшим розвитком логістики є термін управління ланцюгом поставок, що є свідченням зростаючого розуміння компаніями важливості координації всіх функцій і бізнес процесів.
Основним об'єктом управління логістики, як господарської діяльності, є матеріальний потік, що проходить по логістичному ланцюгу, починаючи від первинного джерела сировини через усі проміжні процеси аж до постачання готової продукції до кінцевого споживача.
Об'єктами управління є також фінансові й інформаційні потоки.

## Основні поняття логістики
Логістична система — адаптивна система із зворотним зв'язком, що виконує ті чи інші логістичні функції та операції, складається, переважно, з декількох підсистем і має досить розвинуті зв'язки із зовнішнім середовищем. Як логістичну систему можна розглядати промислове підприємство, територіально-виробничий комплекс, торговельне підприємство тощо.
Логістична операція — відособлена сукупність дій, скеровану на перетворення матеріального та інформаційного потоку. Традиційними логістичними операціями вважаються: складування, транспортування, комплектація, навантаження, розвантаження, внутрішні переміщення сировини, матеріалів, напівфабрикатів у виробничому процесі, а також збір, збереження та обробка даних інформаційного потоку.
Система з синергічними зв'язками забезпечує приріст загального ефекту кооперованих дій елементів системи до величини більшої, ніж сума ефектів тих самих елементів, що діють незалежно.
Об'єкт логістичних операцій та логістичних функцій — матеріальний потік. Являє собою сукупність сировини, матеріалів, складових частин, напівфабрикатів, готових виробів, що рухаються від постачальників через виробничі підрозділи до споживачів. Часто матеріальні потоки ототожнюють з вантажними потоками, оскільки більшість матеріалів переміщуються, як вантаж транспортними засобами. Інформаційний потік відповідає матеріальному потоку і розглядається як сукупність циркулюючих у логістичних системах, між ними та у відносинах із зовнішнім середовищем повідомлень, необхідних для управління та контролю за логістичними операціями.

## Історія походження терміна
Слово «логістика» відоме ще з часів Римської імперії, де службовці, що займалися розподілом продуктів харчування, називалися «логістами» або «логістиками». Наукою логістика стала завдяки розвитку військової справи. Так, візантійський імператор Леон VI (865—912 рр.) вважав, що завданням логістики є сплачувати данину армії, належно постачати їй зброю і військове майно, вчасно й повною мірою піклуватися про її потреби та відповідно підготовляти кожен акт військового походу, робити правильний аналіз місцевості з огляду на пересування армії та сили супротивника й відповідно до цих функцій управляти та керувати, тобто розпоряджатися рухом і розподілом власних збройних сил.
Це визначення, не зважаючи на військову специфіку, має принципову схожість із сучасними формулюваннями завдань логістики. Тільки через 1000 років, у часи Другої світової війни, принципи логістики почали з успіхом втілювати в життя, коли в США, СРСР та інших країнах були виконані роботи з вивчення властивостей операцій управління матеріальними потоками. В ці роки були проведені дослідження, пов'язані з проблемами військового і типового фронтового постачання, розроблені математичні методи й моделі, котрі з часом дістали назву «дослідження операцій», завдяки чому вдалося організувати постійне постачання зброї для американської армії.
Першим автором праць з логістики вважають французького військового фахівця початку XIX ст. А. Г. Жоміні, котрий визначив логістику як «практичне мистецтво руху військ». Він також стверджував, що логістика стосується не тільки перевезень, а й планування, управління, постачання, визначення місць дислокації військ, будівництва мостів, шляхів тощо.
Логістику як науку у військових акціях використовував Наполеон. У розвинених країнах світу концепція логістики сформувалася наприкінці 70-х років внаслідок енергетичної кризи як розвиток ідей системного підходу до організації управління. Тепер деякі західні фахівці називають її мало не «новою філософією управління», «третім шляхом раціоналізації» і не безпідставно. Наприклад, у країнах Західної Європи близько 98 % часу виробництва товару, з урахуванням доставки сировини і транспортування готової продукції, припадає на проходження його каналами матеріально-технічного забезпечення і здебільшого на зберігання. Власне на виробництво товарів витрачається лише 2 % сумарного часу, а на транспортування — 5 %. Крім того, у західноєвропейських країнах витрати на усі види діяльності з матеріально-технічного забезпечення становлять близько 13 % вартості валового національного продукту. Структура цих витрат така: на транспортування — 41 %, на зберігання товарів — 21 %, на матеріальні запаси — 23 %, на адміністративні витрати — 15 %. Пошук шляхів скорочення витрат у цій галузі йде у напрямку вдосконалення управління постачанням, збутом, зберіганням товарів, поліпшення маркетингової діяльності і взаємодії постачальників, споживачів та посередників, зміни технології руху матеріальних потоків тощо. Концепція інтеграції цих процесів дістала назву «логістика».
Нині є багато визначень логістики. Автори ряду публікацій розглядають її передусім як науку, що дає змогу оптимізувати кооперативні зв'язки. Інші вважають основним середовищем застосування логістики внутрішньовиробничі процеси з обов'язковим включенням у логістику питань планування завантаження обладнання, визначення розмірів партій запуску деталей. Одні автори виокремлюють як основу логістичного підходу транспортне обслуговування, інші — складське господарство. Так, французькі фахівці з логістики трактують її як «сукупність різноманітних видів діяльності з метою одержання з найменшими витратами необхідної кількості продукції у встановлений час та у встановленому місці, у якому існує конкретна потреба в даній продукції». На думку деяких західних спеціалістів, логістика — це "Інтеграція процесу перевезень з виробничою сферою і включає вантажно-розвантажувальні операції, зберігання і транспортування товарів, а також необхідні інформаційні процеси. Німецький учений Пфоль вважає, що логістика — це процес планування, реалізації і контролю ефективних та економних з огляду на витрати переміщення та зберігання матеріалів, напівфабрикатів і готової продукції, а також одержання інформації про постачання товарів від місця виробництва до місця споживання згідно з вимогами клієнтури. Російський учений Б. К. Плоткін дає таке стисле визначення логістики: це наукова дисципліна про управління потоками в системах. Така різноманітність визначень логістики пояснюється тим, що ця дисципліна поки що перебуває у стадії формування і її базова термінологія ще не уніфікована.

## Етапи розвитку логістики
Виділяють три етапи вдосконалення логістики:
- перший етап — 60-ті рр. XX ст. — характеризується інтеграцією складського господарства та транспорту та координацією їх використання. На цьому етапі транспорт і склад починають працювати на один економічний результат, за єдиним графіком та узгодженою технологією;
- другий етап — початок 80-х рр. XX ст. — до взаємодії складування та транспортування починає підключатись планування виробництва. Це дозволило підвищити якість обслуговування споживачів за рахунок своєчасності виконання замовлень, покращити використання обладнання;
- третій етап почався з середини 80-х рр. і характеризується інтеграцією всіх ланок матеріального потоку. З'являються сучасні комунікаційні технології, які дають можливість забезпечити швидке проходження матеріальних та інформаційних потоків і здійснювати моніторинг всіх фаз руху продукту від джерела сировини до кінцевого споживача. У 80-90 рр. XX ст. основним завданням логістики стала розробка обґрунтованих пропозицій, які сприяли б досягненню найбільшої ефективності роботи фірми, збільшенню її ринкової частки і отриманню переваг перед конкурентами, а також створенні ефективної системи регулювання і контролю матеріальних та інформаційних потоків.

## Функції логістики
Виділяють два види функцій логістики згідно з її завданнями:
- оперативні
- координаційні

Оперативний характер функцій пов'язаний з безпосереднім управлінням матеріальних цінностей в сфері постачання, виробництва та розподілу.
До функцій логістичної координації відносять:
1. виявлення і аналіз потреб в матеріальних ресурсах різних фаз виробництва;
2. аналіз ринків, на яких проводить діяльність підприємство, і прогнозування поведінки інших джерел цих ринків;
3. обробка даних, що стосуються замовлень і потреб клієнтів;
4. оперативне планування з метою зниження запасів, не знижуючи ефективності виробничої та збутової діяльності фірми.

Згідно з іншою класифікацією, виділяють такі логістичні функції:
- інтегруюча — формування процесу руху матеріального потоку як єдиної цілісної системи;
- організуюча — забезпечення взаємодії і узгодження стадій і дій учасників руху матеріального потоку;
- управляюча — підтримка параметрів матеріалопровідної системи в заданих межах.

## Контрактна логістика
Контрактна або проєктна логістика, також 3PL-логістика — це підхід у бізнесовій логістиці, який передбачає, замість самостійного виконання компанією логістичних функцій (транспортування, складування, вантажопереробки, оброблення замовлень, управління запасами), передачу цих функцій зовнішній організації, логістичному провайдеру.

## Викладання логістики в Україні
- Український державний університет науки і технологій
- Тернопільський національний педагогічний університет
- Західноукраїнський національний університет
- Національний університет «Львівська політехніка»
- Національний транспортний університет
- Національний авіаційний університет
- Київський національний університет будівництва та архітектури
- Університет митної справи та фінансів
- Київська державна академія водного транспорту імені гетьмана Петра Конашевича-Сагайдачного
- Полтавський національний технічний університет імені Юрія Кондратюка
- Придніпровська державна академія будівництва та архітектури
- Львівський державний університет безпеки життєдіяльності
- Львівський національний університет природокористування
- Харківський національний університет ім. В. Н. Каразіна
- Хмельницький національний університет
- Національний технічний університет «Дніпровська політехніка»
- Національна академія державної прикордонної служби України ім. Б. Хмельницького
- Київський національний економічний університет ім. В. Гетьмана
- Київський національний торговельно-економічний університет